# Talhridaya

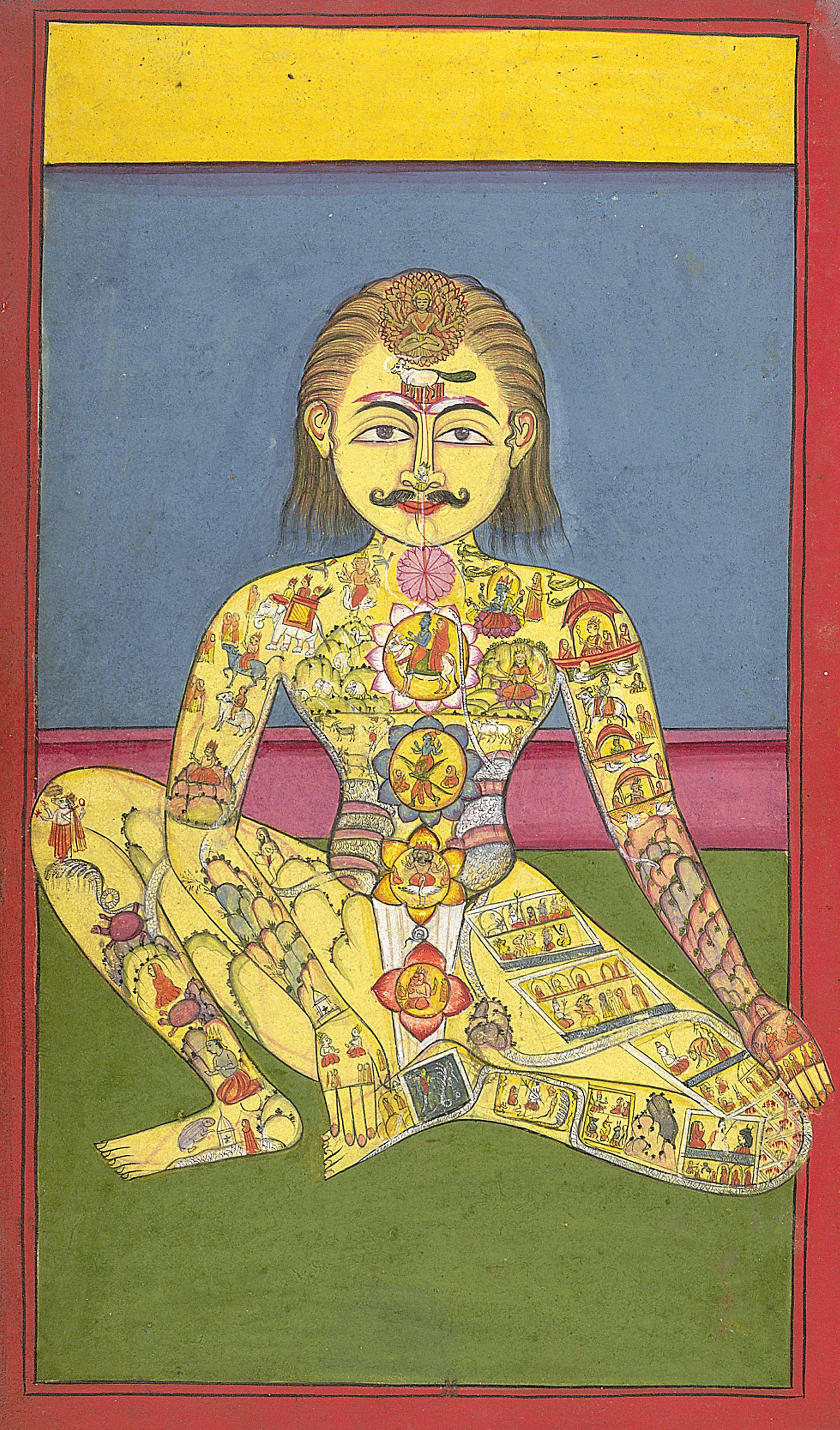
oude Tibetaanse kaart met de 7 Chakra's en de belangrijkste marmapunten

Talhridaya (Talhridaya-punt) is een marmapunt gelegen op de handen. Marmapunten worden in Oosterse filosofieën gebruikt bij massage, yoga, reflexologie en reiki. Men gelooft dat een marmapunt op een nadi ligt en zo een uitwerking kan hebben op een bepaald lichaamsdeel, proces of emotie
| Talhridaya |                                                     |
| ---------- | --------------------------------------------------- |
| Positie    | Talhridaya is gelegen op het midden van de handpalm |
| Functie    | dit punt is met het (fysieke) hart verbonden        |

## Overige marmapunten
Naar schatting zijn er 62.000 marmapunten in het lichaam. De belangrijkste 52 zijn: